# Puy-Guillaume
Puy-Guillaume är en kommun i departementet Puy-de-Dôme i regionen Auvergne-Rhône-Alpes i centrala Frankrike. Kommunen ligger i kantonen Châteldon som tillhör arrondissementet Thiers. År 2022 hade Puy-Guillaume 2 644 invånare.

## Befolkningsutveckling
Antalet invånare i kommunen Puy-Guillaume
| Referens: INSEE |